# Lorenz Helmle
Lorenz Helmle  (* 30. Juli 1783 in Breitnau; † 15. Februar 1849 in Freiburg im Breisgau) war ein deutscher Glasmaler.
Lorenz und sein Bruder Andreas (1784–1839) waren die Söhne des Bauern Georg Helmle (* 1758). Er verdiente zunächst mit seinem Vater und seinem Bruder sein Geld als Uhrenschildmaler in Heimarbeit. Um 1820 gingen die beiden Brüder nach Freiburg. Mit finanzieller und ideeller Unterstützung durch Ferdinand Benedikt von Reinach-Werth (1769–1841) beschäftigten sie sich mit mittelalterlicher Glasmalerei, wobei sich Lorenz auf die Bemalung der Gläser, Andreas auf die technische Seite der Glasmalerei spezialisierte. Sie schufen die ersten monumentalen Glasmalereien im deutschen Südwesten nach dem Mittelalter.
1824/26 fertigten sie Fenster mit einem Passionszyklus nach Vorlagen von Dürer für die Abendmahls- und Hl. Grab-Kapelle des Freiburger Münsters (1944 schwer beschädigt, heute restauriert und wieder im Münster). 1830/31 fertigten sie das Westfenster für den Mainzer Dom nach einem Entwurf von Franz Hubert Müller (1857 bei einer Explosion zerstört). Zwischen 1830 und 1849 arbeiteten sie mit dem Schweizer Maler Hieronymus Hess (1799–1850) zusammen, der für sie zahlreiche Entwürfe schuf. Nach seinen Entwürfen entstanden auch 1833 Fenster mit den Allegorien der Wissenschaften und Künste für den Lesesaal der Allgemeinen Lesegesellschaft in Basel sowie 1844/45 Fenster mit berühmten Basler Persönlichkeiten im Haus zum Schönen Eck in Basel.
Seine Söhne Ferdinand (* 1826) und Heinrich (1829–1909) führten die Werkstatt weiter, bis diese 1875 in Helmle & Merzweiler umbenannt wurde.